# Düsseldorf (regiune)
Düsseldorf este una dintre cele cinci regiuni administartive de tip Regierungsbezirk ale landului Renania de Nord - Westfalia, Germania. Este situată în nord-vestul landului. Are capitala în orașul Düsseldorf.
| Districte rurale (Kreis) 1. Kleve 2. Mettmann 3. Rhein-Kreis Neuss 4. Viersen 5. Wesel | Orașe districte urbane (kreisfreie Stadt) 1. Duisburg 2. Düsseldorf - capitala regiunii admin. 3. Essen 4. Krefeld 5. Mönchengladbach 6. Mülheim an der Ruhr 7. Oberhausen 8. Remscheid 9. Solingen 10. Wuppertal |